# Zálužská
Zálužská je ulice v Hloubětíně na Praze 14, která začíná na Zelenečské a končí u podjezdu Turnovsko-pražské dráhy (trať 070). Na ulici nad tratí navazují cesty vedoucí k zahradnickým osadám. Podle Geoportálu Praha jsou i tyto cesty součástí Zálužské ulice. Má přibližný severojižní průběh a protíná ji frekventovaná hlavní severní hloubětínská tepna – ulice Kolbenova.
Nazvána je podle středočeské obce Záluží v okrese Praha-východ. Ulice vznikla a byla pojmenována v roce 1933.
Zástavbu v jižní části tvoří čtyřpodlažní domy na sídlišti Hloubětín ze 60. let 20. století. Na východní straně severního úseku se nachází Hloubětínský hřbitov založený v roce 1904 a letní jízdárna, na západní straně je supermarket s parkovištěm. Až do 60. let 20. století, kdy se stavělo sídliště Hloubětín, byla ulice delší. V lokalitě bývalého Vetiškova náměstí se stáčela od ulice Poděbradské na sever ke hřbitovu, v jihozápadní části ulice stávala hloubětínská sokolovna. Trasu tohoto původního úseku ulice s nepatrnými rozdíly kopíruje cesta pro pěší.

## Budovy a instituce
- Hloubětínský hřbitov z roku 1904, Zálužská 116/10
- Hloubětínská sokolovna, Zálužská č. 56, zaniklá budova. Místní organizace sokola byla založena v roce 1896. Při sokolských šibřinkách v noci z 23. na 24. ledna 1926 budova vyhořela, byla však členskou základnou postavena nová.[5]
- Jízdárna Quo Vadis, Zálužská 872/10a
- Supermarket Lidl, Kolbenova 956/27a